# 新伊欽縣

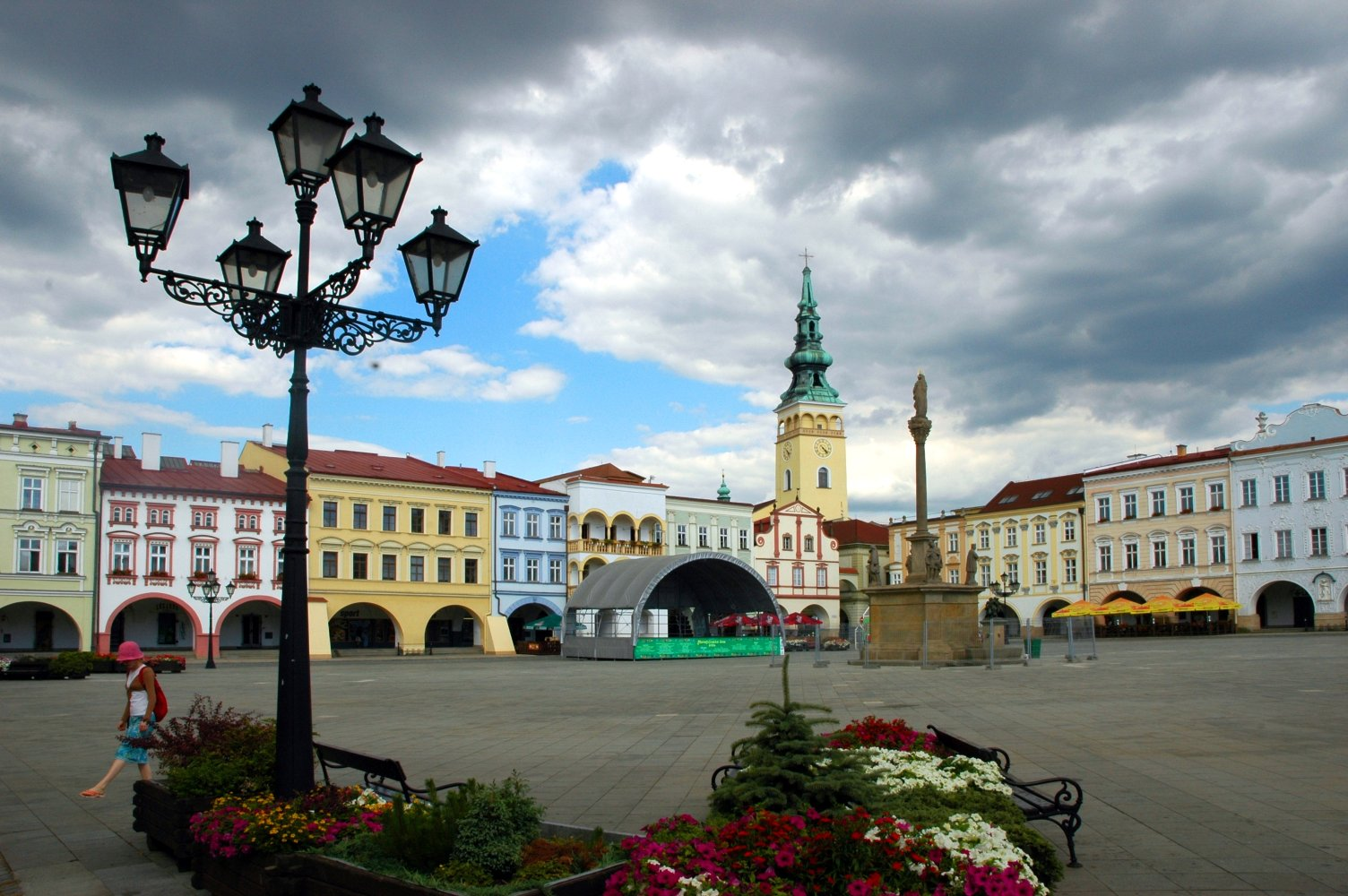

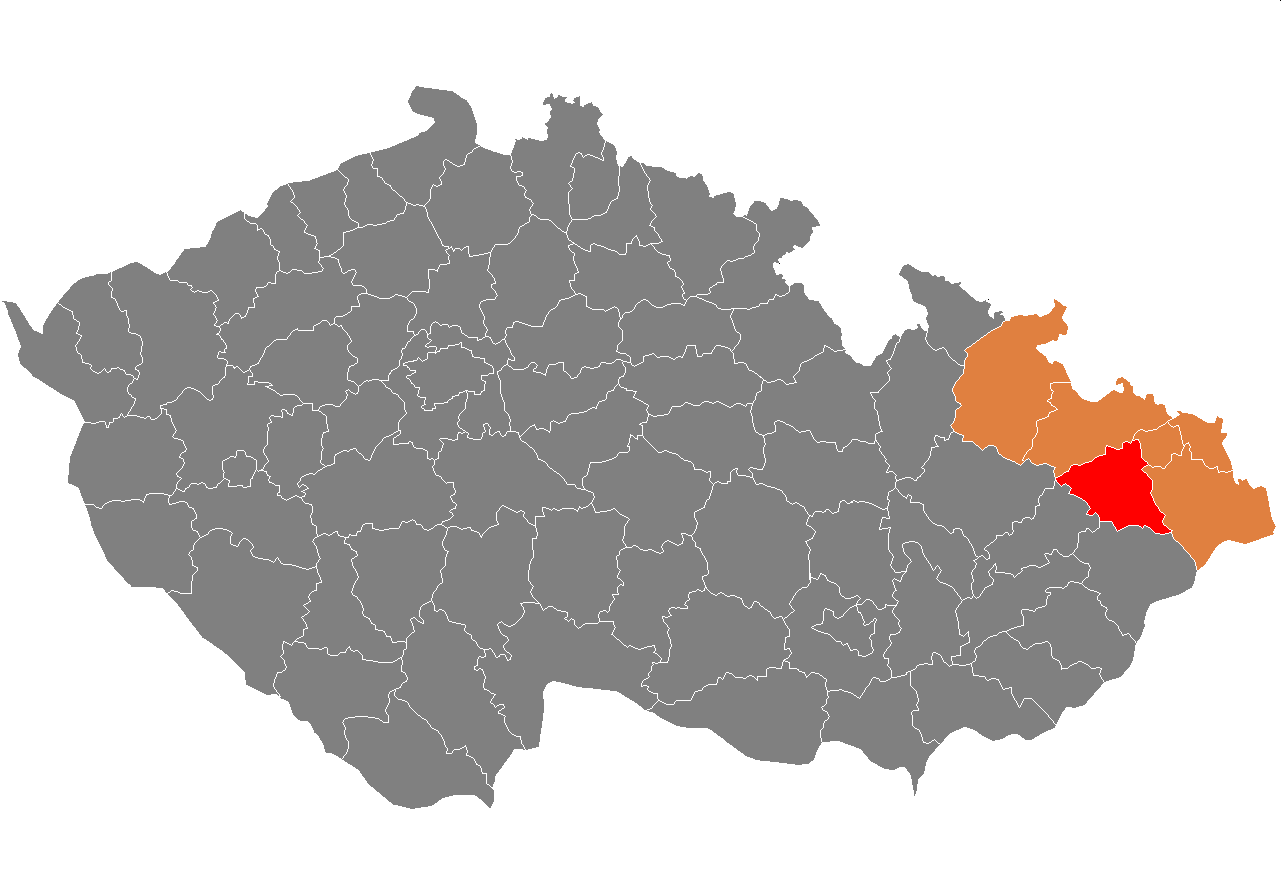

49°35′43″N 18°00′37″E / 49.59528°N 18.01028°E
新伊欽縣（捷克語：Okres Nový Jičín），是捷克的縣份，位於該國東北部，由摩拉維亞-西里西亞州負責管轄，首府設於新伊欽，面積882平方公里，2007年人口151,835，人口密度每平方公里172人。